# 반달 (동요)
반달은 윤극영이 작곡한 동요이다. 1924년 11월 잡지 《어린이》에 발표되었으며, 간도에서 펴낸 동요작곡집 《반달》에 수록되었다.

## 가사
푸른 하늘 은하수 하얀 쪽배엔

계수나무 한 나무 토끼 한 마리

돛대도 아니 달고 삿대도 없이

가기도 잘도 간다 서쪽 나라로